# Mylta

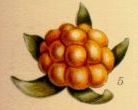
Blötmylt

Mylta är mosade, råa eller kokta hjortron, eller mos av hjortron.
Mylta kallas även en dessert på hjortron sammanrörda med socker på liknade vis som rårörda lingon.
Mylt eller mylta är i bland annat Jämtland och Dalarna namnet på det mogna bäret, i övrigt kallas hjortron där myrbera.